# Parafia Jasnogórskiej Królowej Polski w Lipnicy
Parafia Jasnogórskiej Królowej Polski w Lipnicy – rzymskokatolicka parafia w Lipnicy. Należy do dekanatu borzyszkowskiego Diecezji pelplińskiej. Budowniczym kościoła i pierwszym administratorem (do 1993 roku) był proboszcz parafii Borzyszkowy ks. kan. Kazimierz Raepke (który wybudował również kościół filialny w Łąkiem). Kościół w Lipnicy został poświęcony w 1982r. przez ówczesnego biskupa chełmińskiego Mariana Przykuckiego. Erygowana w 1992 roku. Pierwszym proboszczem parafii jest ks. Leszek Wołoszyk.